# Xerotricha corderoi
Xerotricha corderoi е вид охлюв от семейство Hygromiidae. Видът не е застрашен от изчезване.

## Разпространение и местообитание
Разпространен е в Испания.
Обитава градски и гористи местности, влажни места, планини, възвишения и ливади.